# 11484 Daudet
11484 Daudet (1988 DF2) là một tiểu hành tinh vành đai chính được phát hiện ngày 17 tháng 2 năm 1988 bởi E. W. Elst ở Đài thiên văn Nam Âu.